# Morgan Escaré
Morgan Escaré (18 de octubre de 1991) es un jugador de rugby a 13 francés en la posición de zaguero. Primero jugó en el Saint-Estève XIII catalan, antes de fichar por los Dragons Catalans después 2013. Su primera temporada en la Super League está marcada por una cita como la mejor esperanza del campeonato y le permite ser llamado en selección de rugby a 13 de Francia a la Copa del Mundo de 2013 con el que alcanzó los cuartos de final.

## Detalles

### Selección nacional

#### Copa del Mundo
| Edición         | Posición         | Resultados de Escaré | Resultados de Escaré | Partidos jugados de Escaré |
| --------------- | ---------------- | -------------------- | -------------------- | -------------------------- |
| Inglaterra 2013 | Cuartos de final | 1 v, 0 n, 3 d        | 1 v, 0 n, 3 d        | 4/4                        |

Leyenda: V = Victoria; N = Empate; D = Derrota.

### En club
| Temporada | Club             | Competición  | Partidos | Puntos | Ensayos | Goals | Drop goal |
| --------- | ---------------- | ------------ | -------- | ------ | ------- | ----- | --------- |
| 2013      | Dragons Catalans | Super League | 17       | 60     | 15      | 0     | 0         |
| 2014      | Dragons Catalans | Super League | 11       | 42     | 10      | 1     | 0         |
| Total     | Total            | Total        | 28       | 102    | 22      | 1     | 0         |